# Neću više jazz kantati
Neću više jazz kantati studijski je album hrvatske pjevačice i kantautorice Tamare Obrovac, kojeg 24. ožujka 2009. godine objavljuje diskografska kuća Aquarius Records.

## O albumu
Album sadrži nekoliko izvanrednih autorskih skladbi među kojima su naslovna tema, obrada istarske narodne "Predi šći moja" i proširena osmominutna verzija stare uspješnice "Črno zlo". Veliku pažnju privlači i suradnja s crnogorskim glazbenikom Rambom Amadeusom u skladbi "Turbo funk".
Tamara materijal snima s Transhistria Electricom, koji je njezin novi projekt proširene sekcije puhača, dok su se akustičari priključili na struju. U pratećem sastavu također nastupaju njezini dugogodišnji pratitelji, Krunoslav Levačić na bubnjevima i Žiga Golob na bas-gitari. Album sadrži mnoge skladbe koje je Tamara ranije snimila poput epske "Črno zlo", te "Majmajole", "Predi" tradicionalna obrada i novija "Sexuvalne" s albuma Sve Pasiva iz 2003. godine.
Neću više jazz kantati je u cijelosti funk-groove album, te do sada takav čvrst i tvrd zvuk Tamara Obrovac nije imala ni na jednom prijašnjem albumu. Materijal se sadrži od dvanaest skladbi, a njihov producent je Zvonimir Dusper – Dus.

## Popis pjesama
| Br. | Skladba                               | Trajanje |
| --- | ------------------------------------- | -------- |
| 1.  | »Neću više jazz kantati«              | (3:58)   |
| 2.  | »Vitar u kosi«                        | (4:00)   |
| 3.  | »Turbo funk«                          | (6:16)   |
| 4.  | »Guarda che luna« ("Gle koji mjesec") | (5:27)   |
| 5.  | »Majmajola«                           | (5:37)   |
| 6.  | »Sexuvalna«                           | (5:15)   |
| 7.  | »Bassriff (lelaj, delaj)«             | (5:23)   |
| 8.  | »Mooj galebe«                         | (4:01)   |
| 9.  | »Predi«                               | (4:25)   |
| 10. | »Črno zlo«                            | (8:29)   |
| 11. | »Hella«                               | (5:33)   |
| 12. | »Villa Idola«                         | (9:12)   |

## Izvođači
- Tamara Obrovac - vokal, tekstopisac
- Uroš Rakovec - električna gitara
- Žiga Golob - bas-gitara
- Krunoslav Levačić - bubnjevi
- Joe Kaplovitz - klavijature
- Luka Žužić - trombon
- Branko Sterpin - truba
- Mihael Gyorek - alt saksofon

## Vanjske poveznice
- Službene stranice Tamare Obrovac - Diskografija